# Переяславец, Михаил Владимирович
Михаи́л Влади́мирович Переясла́вец (30 марта 1949, Москва, СССР — 12 августа 2020) — советский и российский скульптор, педагог, профессор, художник студии военных художников имени М. Б. Грекова с 1976 года.
Академик РАХ (1997; член-корреспондент 1992). Народный художник Российской Федерации (1995). Лауреат Государственной премии РСФСР имени И. Е. Репина (1984) и премии Ленинского комсомола (1976).
Сын художника Владимира Переяславца (1918—2018), брат художницы Марии Переяславец.

## Биография
В 1976 году окончил Московский государственный художественный институт имени В. И. Сурикова. В том же году был принят по конкурсу в Студию военных художников имени М. Б. Грекова, в которой служил всю жизнь. В 2008—2009 годах был художественным руководителем этой студии.
Создавал бюсты, жанровые скульптурные композиции (одна из самых известных и значительных работ — «Смоленская дорога. 1943 год»), монументальные работы. В творчестве скульптора преобладали работы, посвящённые героям Великой Отечественной и Первой мировой, защитникам Отечества различных исторических эпох.
Похоронен М. В. Переяславец в Москве на Рогожском кладбище.

## Награды

### Звания
- Почётное звание «Заслуженный художник РСФСР» (1984)
- Почётное звание «Народный художник Российской Федерации» (1995)

### Ордена и медали
- Орден Почёта (1999)
- Медаль «За особые заслуги перед Калужской областью» III степени (30 апреля 2015) — за особые заслуги и высокие личные достижения, способствующие развитию культуры и искусства в Российской Федерации
- Серебряная медаль имени М. Б. Грекова (1980)[3]
- Золотая медаль Союза художников России имени В. И. Сурикова (21 апреля 2009)[4]

### Премии
- Лауреат Премии Ленинского комсомола (1976)
- Лауреат Государственной премии РСФСР имени И. Е. Репина (1984)
- Лауреат Государственной премии Российской Федерации имени Маршала Советского Союза Г. К. Жукова в области литературы и искусства (2017) — за создание скульптурных композиций, раскрывающих героизм, мужество и боевое братство защитников Отечества в годы Первой мировой войны и Великой Отечественной войны 1941—1945 гг.[5].

## Работы
Иркутск:
- Памятник Вампилову (2003)
- Памятник Пушкину (2010)
- Памятник Якову Похабову (2011)

Москва:
- Памятник Степану Супруну (1982), парк искусств Музеон
- Памятник воинам-десантникам (2002)
- Памятник Сурикову (2003)
- Скульптурные композиции у здания Минобороны России на Фрунзенской набережной (2014)
- Памятник «Солдат Победы» (2016) установлен в фойе Национального центра управления обороной Российской Федерации[6].

Московская область:
- Памятник Маршалу Советского Союза Ивану Коневу (2017) установлен на территории военно-патриотического парка культуры и отдыха Вооруженных Сил Российской Федерации «Патриот».

Новосибирск:
- Памятник Покрышкину (2005)

Санкт-Петербург:
- Памятник Николаю II и Александре Федоровне (2013, установлен незаконно[7])
- Памятник Русской Гвардии (2014)
- Скульптурная композиция «Блокада. Ленинград. Мать и дитя» (1989) в Русском музее (ранее — в коллекции московского мецената Владимира Некрасова[8].

Севастополь:
- Памятник Сенявину (2014)

Тобольск:
- Памятник Ершову (2008)
- Памятник Достоевскому (2010)
- Памятник Дунину-Горкавичу (2003)

Цербст (Германия):
- Памятник Екатерине II (2010)